# IC 3937
IC 3937 је елиптична галаксија у сазвјежђу Береникина коса која се налази на листи објеката дубоког неба у Индекс каталогу.
Деклинација објекта је + 18° 49' 6" а ректасцензија 12h 58m 24,7s. Привидна величина (магнитуда) објекта IC 3937 износи 15,2 а фотографска магнитуда 16,2.